# Békés vármegyei 2. sz. országgyűlési egyéni választókerület
A Békés vármegyei 2. sz. országgyűlési egyéni választókerület egyike annak a 106 választókerületnek, amelyre a 2011. évi CCIII. törvény Magyarország területét felosztja, és amelyben a választópolgárok egy-egy országgyűlési képviselőt választhatnak. A választókerület nevének szabványos rövidítése: Békés 02. OEVK. Székhelye: Békés

## Területe
A választókerület az alábbi településeket foglalja magába:
1. Békés
2. Békésszentandrás
3. Bucsa
4. Csabacsűd
5. Csárdaszállás
6. Dévaványa
7. Ecsegfalva
8. Gyomaendrőd
9. Hunya
10. Kamut
11. Kardos
12. Kertészsziget
13. Körösladány
14. Köröstarcsa
15. Mezőberény
16. Murony
17. Örménykút
18. Szarvas

## Országgyűlési képviselője
| Név        | Párt                                         | Párt        | Terminus | Megjegyzés                                   |
| ---------- | -------------------------------------------- | ----------- | -------- | -------------------------------------------- |
| Dankó Béla |                                              | Fidesz-KDNP | 2014 –   | A 2014-es országgyűlési választás eredménye: |
| Dankó Béla | A 2018-as országgyűlési választás eredménye: | Fidesz-KDNP | 2014 –   |                                              |
| Dankó Béla | A 2022-es országgyűlési választás eredménye: | Fidesz-KDNP | 2014 –   |                                              |

## Demográfiai profilja
| Iskolai végzettség                | Iskolai végzettség               | Iskolai végzettség | Iskolai végzettség | Iskolai végzettség |
| --------------------------------- | -------------------------------- | ------------------ | ------------------ | ------------------ |
|                                   |                                  |                    |                    | fő                 |
| Általános iskolát nem végezte el  | Általános iskolát nem végezte el |                    | 1950               | 1950               |
| Általános iskola                  | Általános iskola                 |                    | 14908              | 14908              |
| Szakmunkás                        | Szakmunkás                       |                    | 19423              | 19423              |
| Érettségi                         | Érettségi                        |                    | 20419              | 20419              |
| Diploma                           | Diploma                          |                    | 9039               | 9039               |
| A 2022. évi népszámlálás szerint. |                                  |                    |                    |                    |

A Békés vármegyei 2. sz. választókerület lakónépessége 2022. október 1-jén 78 897 fő volt. A 2011-es és a 2022-es népszámlálás között 11 464 fővel csökkent a választókerület lakosság száma. A választókerületben a korösszetétel alapján a legtöbben a középkorúak élnek 28 099 fővel, míg a legkevesebben a gyermekek 13 158 fővel. A választókerület lakosságának a 79,2%-nál van internet elérési lehetőség.
A legmagasabb befejezett iskolai végzettség szerint az érettségi végzettséggel rendelkezők élnek a legtöbben 20 419 fő, utánuk a következő nagy csoport a szakmunkások 19 423 fővel.
Gazdasági aktivitás szerint a lakosság közel fele foglalkoztatott 36 682 fő, második legjelentősebb csoport az inaktív keresők, akik főleg nyugdíjasok 21 994 fővel.
A választókerület legjelentősebb nemzetiségi csoportja a cigány 1454 fő, illetve a szlovák 1275 fő. Magyar állampolgársággal nem rendelkező külföldi állampolgárok aránya 0,4%.
Vallási összetétel szerint a választókerületben lakók legnagyobb vallása a református (9267 fő), valamint jelentős közösség még a római katolikusok (7449 fő). A vallási közösséghez nem tartozók száma szintén jelentős (18 589 fő), a választókerületben a legnagyobb csoportot alkotják.

## Országgyűlési választások
| Párt                             | Párt                   | Jelölt                 | Szavazatok | %     | ± %   |
| -------------------------------- | ---------------------- | ---------------------- | ---------- | ----- | ----- |
|                                  | Fidesz-KDNP            | Dankó Béla             | 24 247     | 52    | 4,2   |
|                                  | Jobbik                 | Samu Tamás Gergő       | 13 707     | 29,39 | 3,12  |
|                                  | DK                     | Dr. Kondé Gábor        | 4039       | 8,66  | 10,34 |
|                                  | LMP                    | Bencsik Mihály         | 2550       | 5,47  | 1,69  |
|                                  | Momentum               | Babinszki Bence        | 678        | 1,45  | Új    |
|                                  | Egyéb pártok           |                        | 1391       | 3,05  | 0,3   |
| Megjelent                        | Megjelent              | Megjelent              | 47 395     | 65,63 | 9,33  |
| Választópolgárok száma           | Választópolgárok száma | Választópolgárok száma | 72 214     | 100   | 3,89  |
| A Fidesz-KDNP tartja a körzetet. |                        |                        |            |       |       |

| Párt                                | Párt                   | Jelölt                 | Szavazatok | %     |
| ----------------------------------- | ---------------------- | ---------------------- | ---------- | ----- |
|                                     | Fidesz-KDNP            | Dankó Béla             | 19 942     | 47,8  |
|                                     | Jobbik                 | Samu Tamás Gergő       | 10 958     | 26,27 |
|                                     | Összefogás             | Rejtő József           | 7925       | 19    |
|                                     | LMP                    | Rigler Miklós          | 1576       | 3,78  |
|                                     | Szociáldemokraták      | Kovács Sabrina         | 178        | 0,43  |
|                                     | Egyéb pártok           |                        | 1140       | 2,75  |
| Megjelent                           | Megjelent              | Megjelent              | 42 246     | 56,3  |
| Választópolgárok száma              | Választópolgárok száma | Választópolgárok száma | 75 033     | 100   |
| A Fidesz-KDNP nyeri meg a körzetet. |                        |                        |            |       |